# (29164) 1989 UA
1989 يو أي (ويعرف أيضًا باسم (29164) 1989 يو أي وفق تسمية الكوكب الصغير) (بالإنجليزية: 1989 UA)‏ هو كويكب ضمن حزام الكويكبات؛ وترتيبه 29164 من حيث الاكتشاف.
اكتُشف هذا الجُرم الفلكي بواسطة Toshimasa Furuta ‏ في 20 أكتوبر 1989.

## وصلات خارجية
- (29164) 1989 UA في قاعدة بيانات مختبر الدفع النفاث لأجرام النظام الشمسي الصغيرة

- الاكتشاف · مخطط المدار ·  العناصر المدارية · المعلمات المادية

- (29164) 1989 UA على موقع ويكي سكاي: DSS2, SDSS, GALEX, IRAS, Hydrogen α, X-Ray, Astrophoto, Sky Map, Articles and images